# 16274 Pavlica
16274 Pavlica este un asteroid din centura principală de asteroizi.

## Descriere
16274 Pavlica este un asteroid din centura principală de asteroizi. A fost descoperit pe 6 mai 2000 la Socorro, New Mexico, în cadrul proiectului LINEAR. Asteroidul prezintă o orbită caracterizată de o semiaxă mare de 2,37 ua, o excentricitate de 0,15 și o înclinație de 7,3° în raport cu ecliptica.